# Marcetelli
Marcetelli település Olaszországban, Lazio régióban, Rieti megyében. Lakosainak száma 70 fő (2023. január 1.). Marcetelli Collalto Sabino, Paganico Sabino, Varco Sabino, Ascrea, Collegiove és Pescorocchiano községekkel határos.

## Népesség
A település lakossága az elmúlt években az alábbi módon változott:
| Lakosok száma | 85   | 76   | 70   |
|               | 2017 | 2018 | 2023 |